# Nous on veut des violons
Nous on veut des violons is een nummer van Morgane. Het was tevens het nummer waarmee ze België vertegenwoordigde op het Eurovisiesongfestival 1992 in de Zweedse stad Malmö. Daar werd ze uiteindelijk twintigste, met elf punten.

## Resultaat
| Plaats | Land      | Artiest        | Titel                    | Punten |
| ------ | --------- | -------------- | ------------------------ | ------ |
| 19     | Turkije   | Aylin Vatankos | Yaz bitti                | 17     |
| 20     | België    | Morgane        | Nous on veut des violons | 11     |
| 21     | Luxemburg | Marion Welter  | Sou fräi                 | 10     |